# Oreonana purpurascens
Oreonana purpurascens är en flockblommig växtart som beskrevs av James Robert Shevock och Lincoln Constance. Oreonana purpurascens ingår i släktet Oreonana och familjen flockblommiga växter. Inga underarter finns listade i Catalogue of Life.